# غاري فنتون
غاري فنتون (بالإنجليزية: Garry Fenton)‏ هو لاعب كرة قدم أسترالية أسترالي، ولد في 1 ديسمبر 1942.

## وصلات خارجية
- غاري فنتون على موقع AustralianFootball.com (الإنجليزية)
- غاري فنتون على موقع AFLtables.com (الإنجليزية)